# Coliseo Municipal Antonio Azurmendy Riveros
El Coliseo Municipal Antonio Azurmendy Riveros o Coliseo Municipal de Valdivia fue inaugurado en 1966 con ocasión del Campeonato Mundial Extraordinario Masculino, que tuvo a Valdivia como una de sus subsedes. El reducto lleva, desde 1996, el nombre de uno de los más grandes dirigentes del básquetbol valdiviano y nacional, quien además fue alcalde de la ciudad entre 1973 y 1976.
Antes de la construcción del coliseo, los equipos valdivianos jugaban en el Regimiento Caupolicán, luego en el gimnasio del Liceo Comercial, ubicado en la avenida Ramón Picarte, para finalmente trasladarse de forma definitiva al gimnasio de se convertiría en la catedral de básquetbol chileno.

## Historia
El Coliseo ha sido sede de numerosos eventos deportivos de relevancia internacional. Entre ellos destacan los Campeonatos Sudamericanos de Selecciones Adultos Masculinas, realizados en 1977 y 2001. Asimismo, en 2002 se llevó a cabo el XXXIX Campeonato Sudamericano de Clubes Campeones, donde el Club Deportivo Valdivia se consagró subcampeón de América, logrando así la mejor actuación internacional de un equipo chileno de baloncesto en las últimas cuatro décadas.  

En 2007, el recinto albergó el Torneo Preolímpico Femenino organizado por FIBA, en el cual la selección de Estados Unidos —integrada por destacadas jugadoras de la WNBA— dominó el certamen. Posteriormente, este equipo obtuvo la medalla de oro en los Juegos Olímpicos de Beijing.

## Remodelación
Para este último torneo continental, el recinto fue renovado, ampliando la cancha y contracancha, instalando nuevas áreas para prensa, mejorando la iluminación, y añadiendo tableros retráctiles y un marcador de cuatro caras. Esta remodelación, costó aproximadamente 260 millones de pesos de la época, fue financiada por la Municipalidad y el Gobierno. Gracias a estas mejoras, el principal escenario del básquetbol en Chile adoptó un aspecto monumental, recibiendo a figuras de renombre continental, como los jugadores NBA Andrés Nocioni (ARG), Nene y Anderson (BRA).
Oficialmente, la Municipalidad de Valdivia indica que el Coliseo tiene capacidad para 3700 personas. Sin embargo, en espectáculos deportivos recibió 5 mil personas, y en otros musicales hasta 6500 espectadores. 
En junio de 2018, con motivo de la Clasificación de FIBA Américas para la Copa Mundial de Baloncesto 2019, se instalaron nuevos marcadores electrónicos que cumplían con los estándares de la FIBA. Estos marcadores, fabricados por la empresa chilena Luminosos Correa, se colocaron detrás de cada aro. En 2021, se renovaron las jirafas del recinto, contribuyendo a su modernización, mientras que las antiguas fueron entregadas al DAEM, específicamente al Liceo Armando Robles Rivera. Ese mismo año, también se reemplazó la cubierta traducida y se renovaron los baños, cuya remodelación finalizó en 2022.